# Ockerbindiger Samtfalter

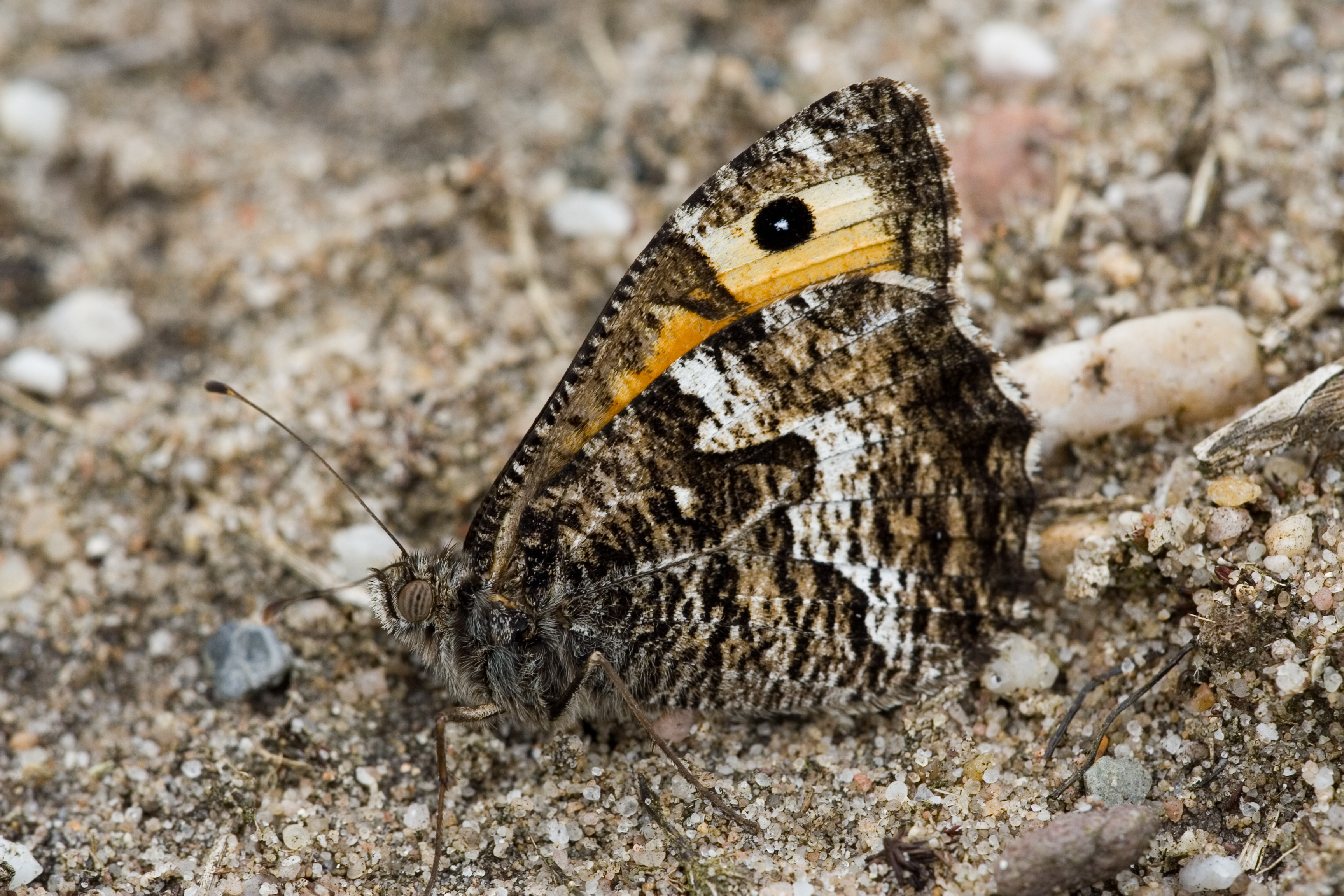
Unterseite von Hipparchia semele

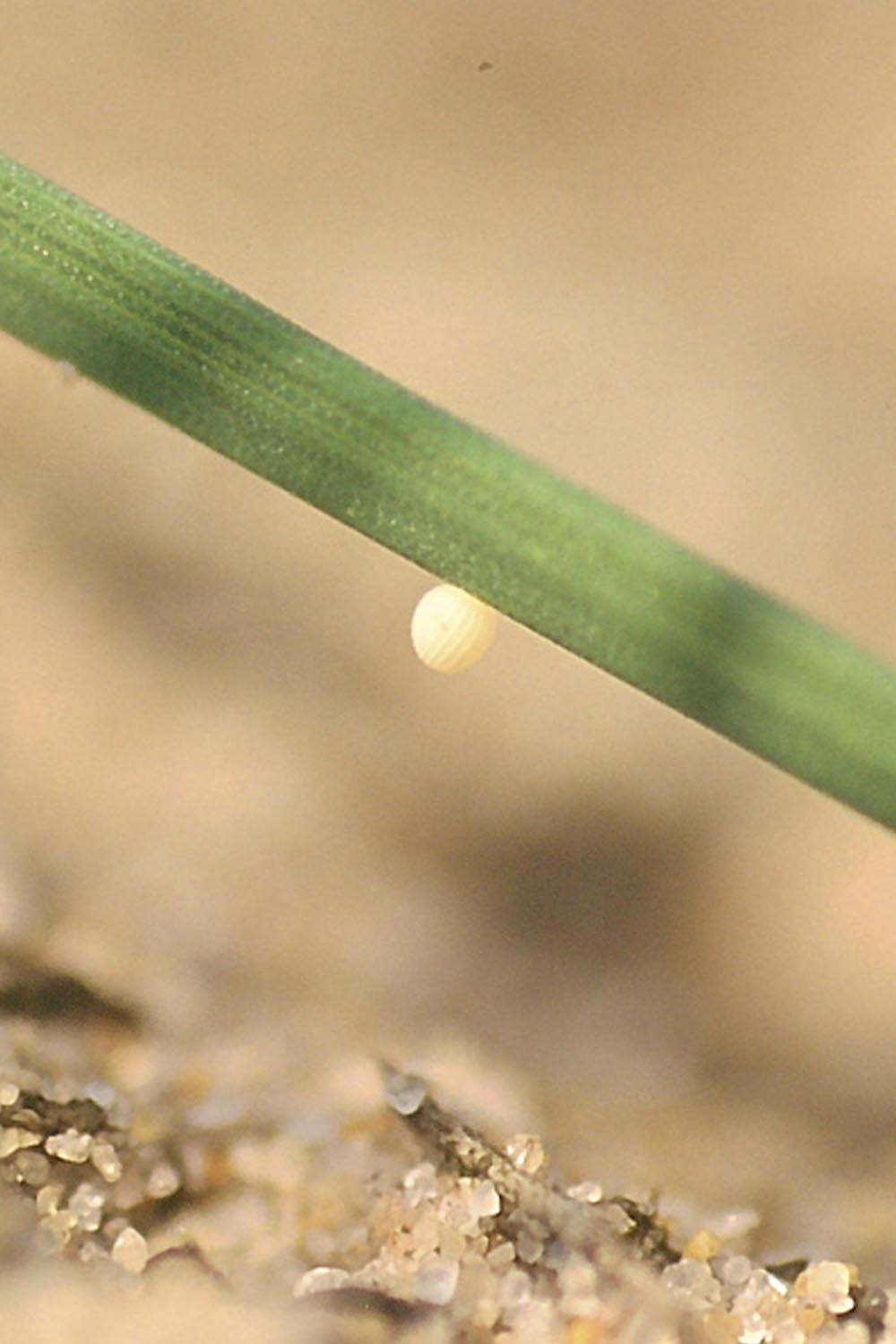
Ei von Hipparchia semele

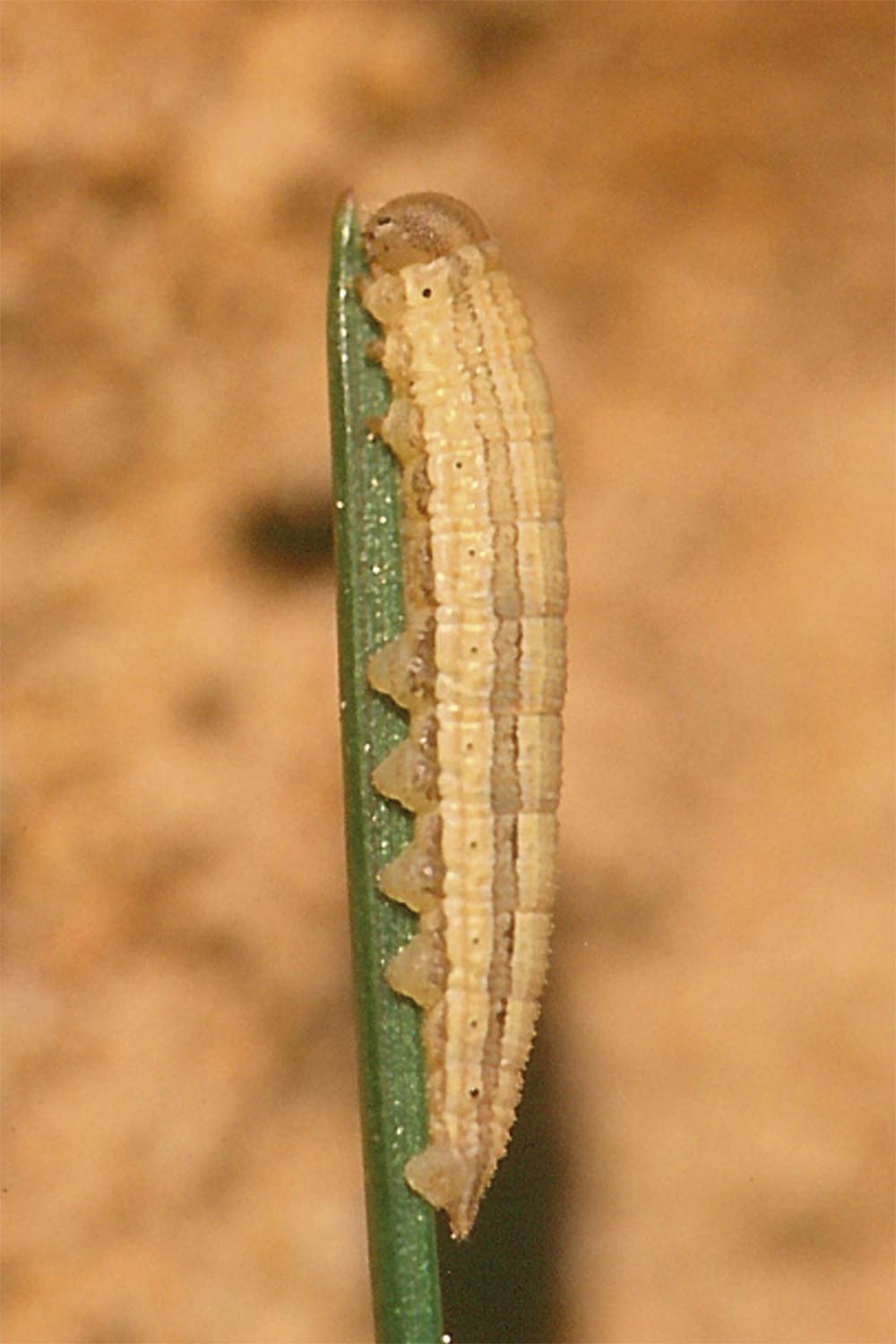
Raupe von Hipparchia semele

Der Ockerbindige Samtfalter (Hipparchia semele), auch Rostbinde genannt, ist ein Schmetterling (Tagfalter) aus der Familie der Edelfalter (Nymphalidae). Der Artenname leitet sich von Semele, der Mutter des Dionysos aus der Griechischen Mythologie ab.
Der Ockerbindige Samtfalter wurde nach Vorschlag der Arbeitsgemeinschaft Rheinisch-Westfälischer Lepidopterologen e. V. von der vom BUND Landesverband Nordrhein-Westfalen e. V. gegründeten BUND NRW Naturschutzstiftung zum Schmetterling des Jahres 2005 gewählt. Hierzu erschien in der Zeitschrift 'Melanargia', herausgegeben von der Arbeitsgemeinschaft Rheinisch-Westfälischer Lepidopterologen (XVII. Jahrgang, Heft 1) ein ausführlicher Bericht. Anlass zur Wahl war die Tatsache, dass sein Bestand in Deutschland gefährdet ist. Mit der Wahl des 'Schmetterling des Jahres' soll auf die Lebensweise, die Gefährdungsfaktoren sowie die erforderlichen Schutzmaßnahmen der jeweiligen Art detailliert eingegangen werden.

## Merkmale
Der Ockerbindige Samtfalter hat seinen Namen von der rostroten bis ockerfarbenen Bindenzeichnung auf den Oberseiten von Vorder- und Hinterflügel erhalten. In diesen Binden sitzen auf dem Vorderflügel zwei schwarze Augenflecken mit auffälligen weißen Kernen; auf dem Hinterflügel findet sich lediglich ein Augenfleck. Die Art ist in Abhängigkeit von den ökologischen Faktoren sehr variabel und daher in einigen Fällen nur durch eine Genitaluntersuchung von anderen Arten sicher zu unterscheiden. Im Mittelmeerraum ist dies zur sicheren Abgrenzung von verwandten Arten notwendig. Die Falter erreichen eine Flügelspannweite von 42 bis 50 Millimetern.

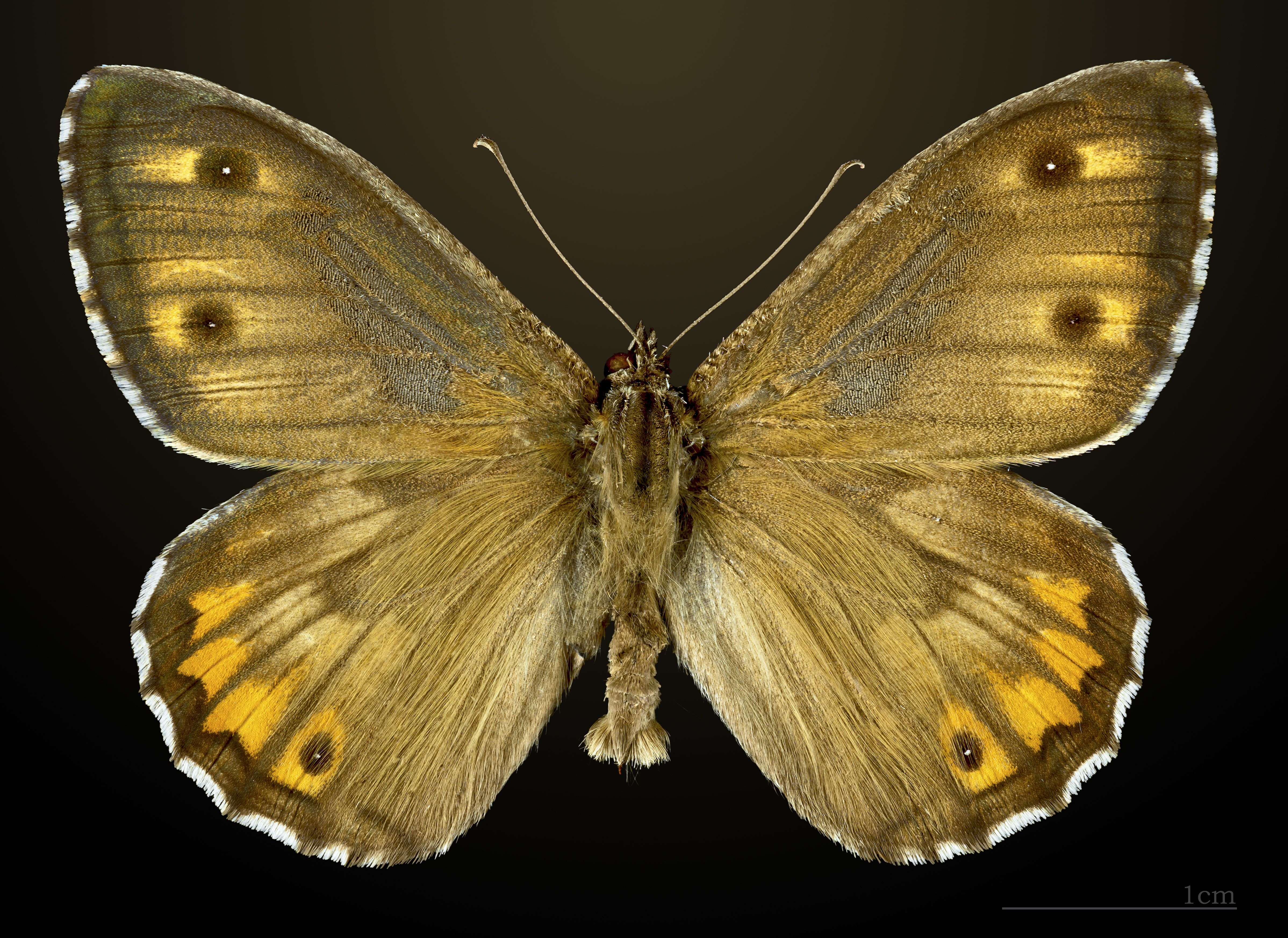
♂
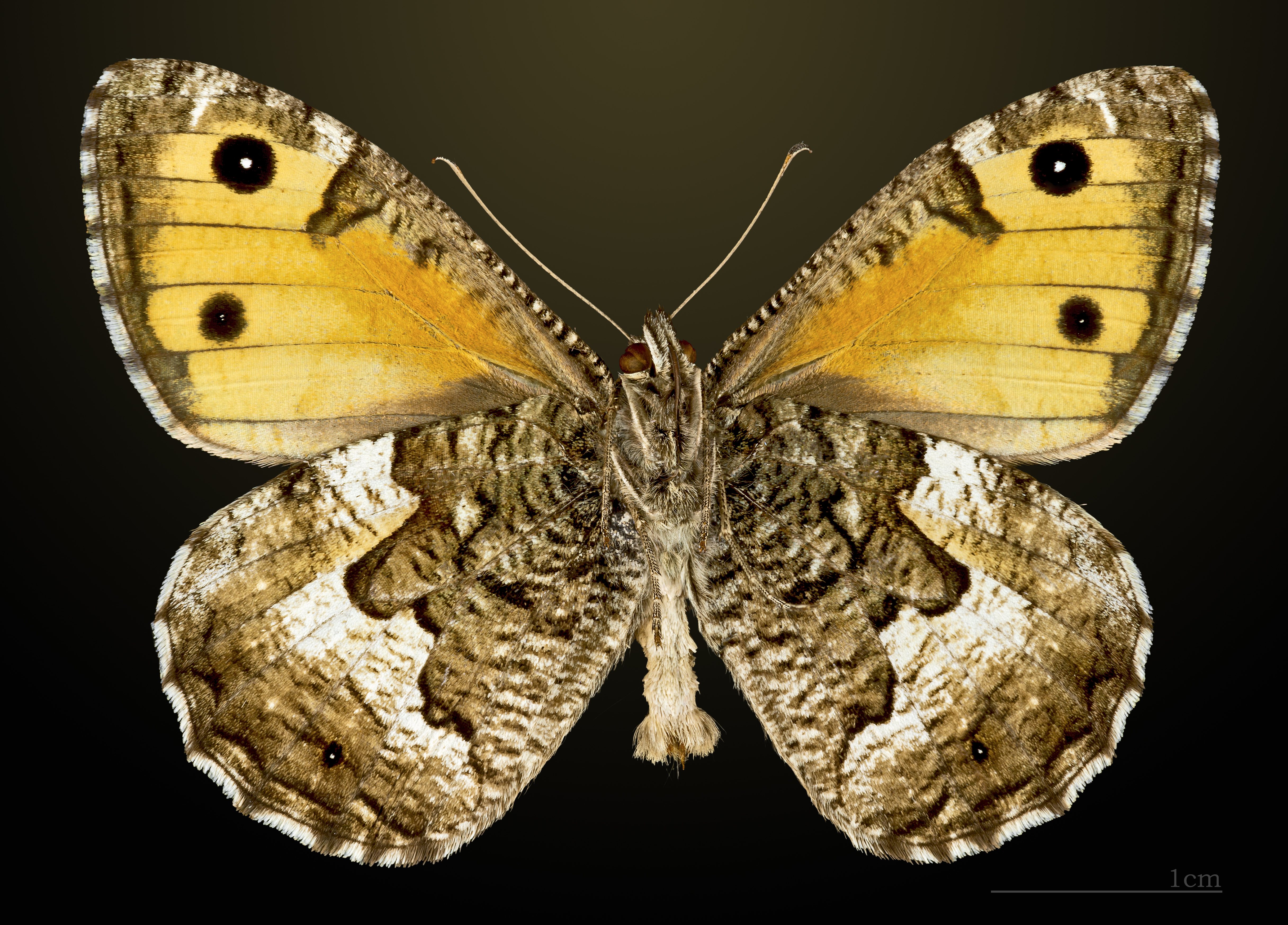
♂ △
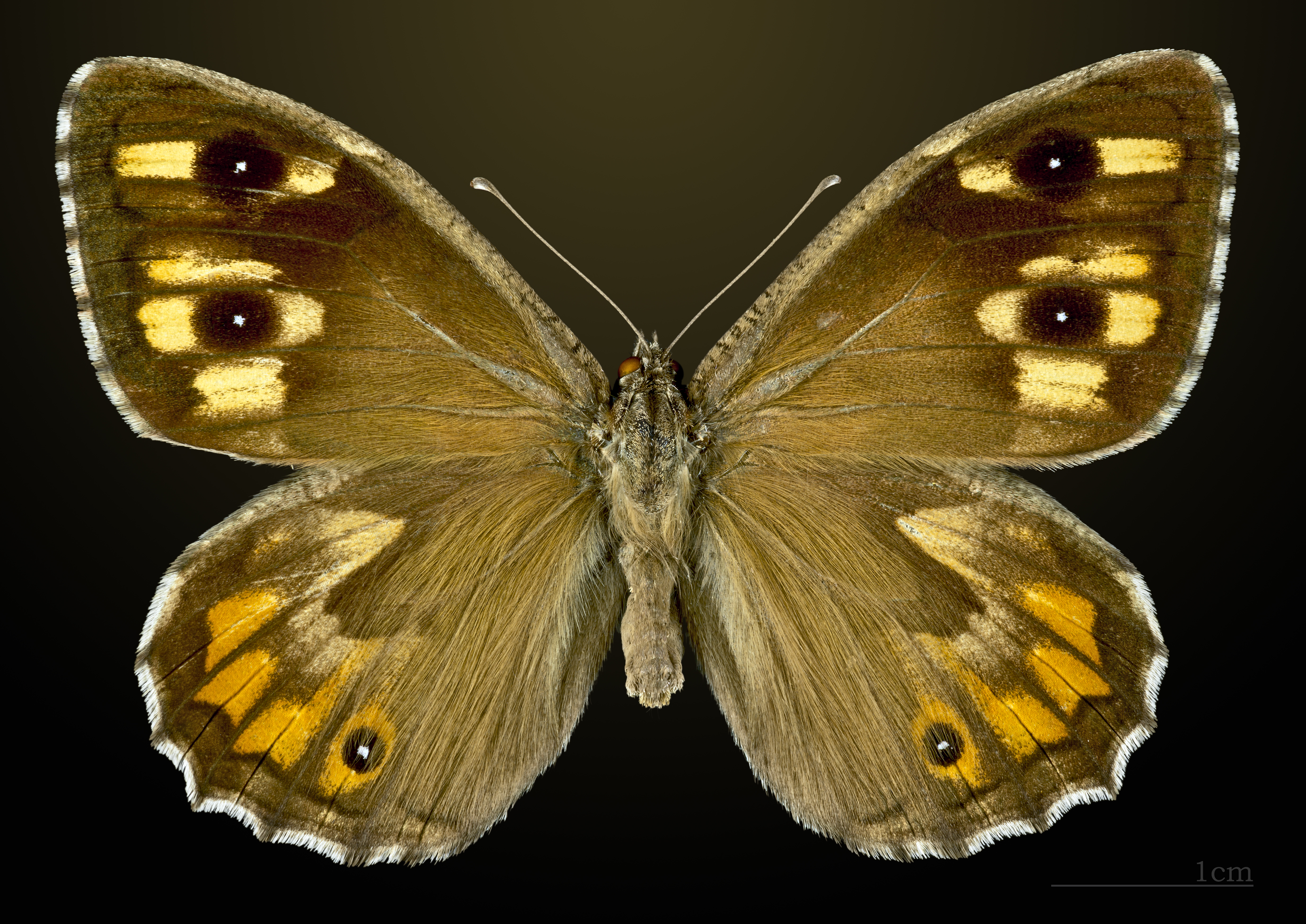
♀
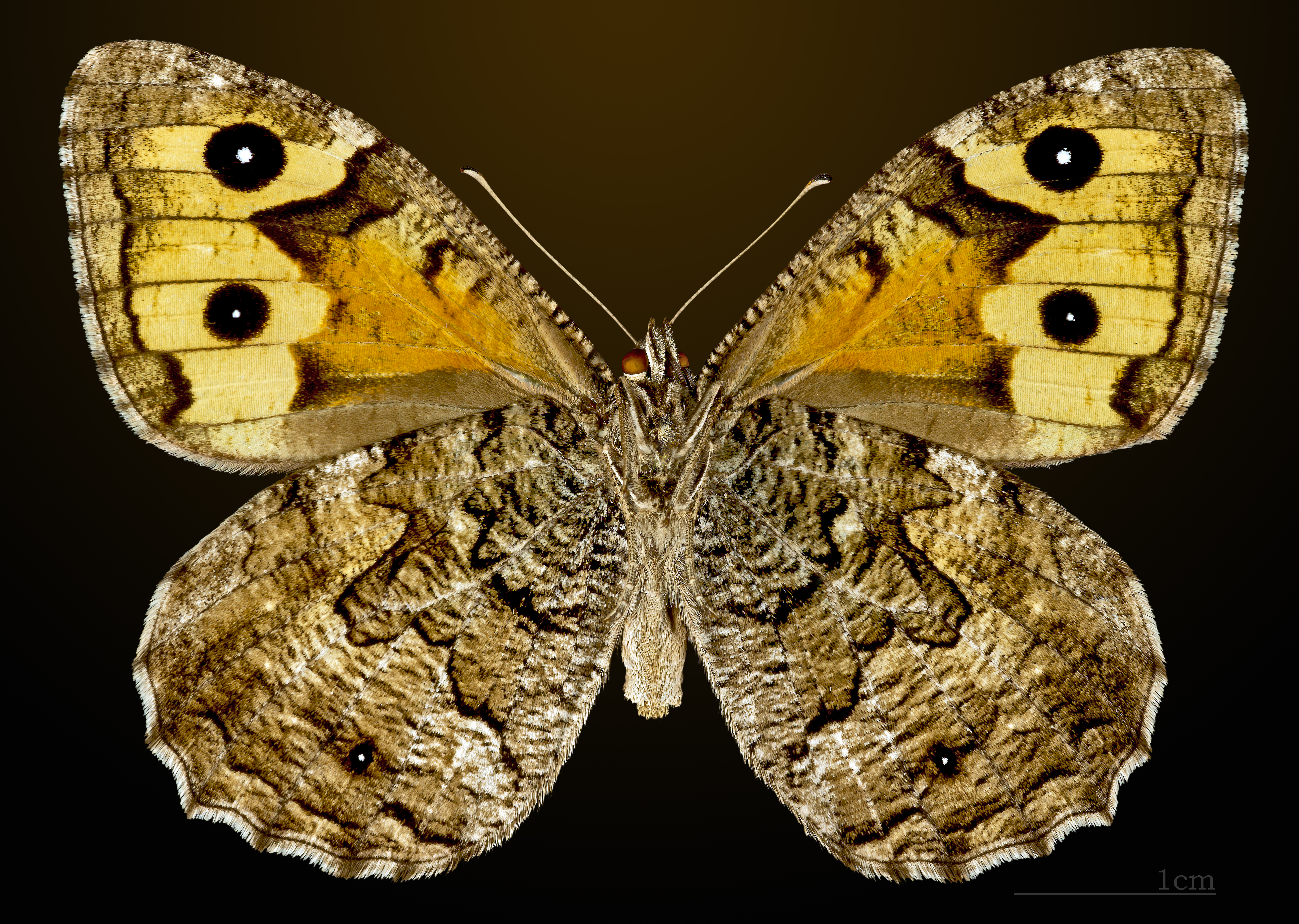
♀ △

### Ähnliche Arten
Bei flüchtiger Betrachtung ist eine Verwechslung mit dem Großen Waldportier oder dem Kleinen Waldportier möglich.
- Großer Waldportier (Hipparchia fagi) (Scopoli, 1763)
- Kleiner Waldportier (Hipparchia hermione) (Linnaeus, 1764)
- Rotbindiger Samtfalter (Arethusana arethusa) (Denis & Schiffermüller, 1775)
- Mittelmeer-Waldportier (Hipparchia aristaeus) (Bonelli, 1826)
- Hipparchia neomiris (Godart, 1824)

### Unterarten
- Hipparchia semele leighebi Kudrna, 1976 Volcano, Liparische Inseln, Italien. Die Oberseite ist orange gefärbt, die Duftschuppen sind etwa 30 % länger. Gilt bei einigen Autoren als eigenständige Art.

### Formen
Wie bereits oben erwähnt führen diverse Standortfaktoren zu verschiedenen Formen:
- f. cadamus Frustorfer, reduziertes gelb-oranges Postdiskalband auf der Vorderflügeloberseite des Männchens, Sizilien
- f. wilkinsoni Kudrna, ähnelt der Nominatunterart, der männliche Genitalapparat ist disproportional größer.

## Lebensweise
Die Schmetterlinge legen ihre Eier im Hochsommer ab, die daraus schlüpfenden Raupen ernähren sich von Gräsern, insbesondere von Schwingelarten und überwintern im Jugendstadium. Im Frühsommer gräbt sich die Raupe zur Verpuppung in die oberen Bodenschichten ein. Dazu benötigt sie sandige trockenwarme Böden ohne dichte Vegetation, möglichst mit offenen Stellen. Solche Bedingungen finden sich auf mageren Kalktriften und Sanddünen, aber auch in vom Menschen geformten Sekundärlebensräumen wie Heidegebieten oder Truppenübungsplätzen, bei denen die Vegetation über Beweidung bzw. die Bewegung der Militärfahrzeuge reduziert wird. Daher kommt der Ockerbindige Samtfalter in Deutschland nur in voneinander isolierten inselartigen Populationen vor. In München in der Fröttmaninger Heide (seit 2010 erloschen), in Nordrhein-Westfalen z. B. in der Senne, dem ehemaligen Munitionsdepot Brüggen-Bracht oder der Drover Heide. Sehr häufig ist die Art in den Dünen und Heidelandschaften der Deutschen Nordseeküste zu finden. Hier tritt die Rostbinde regelmäßig und in stabilem Bestand auf.

### Flugzeit
Der Ockerbindige Samtfalter fliegt in einer Generation von Juni bis September. Die männlichen Tiere schlüpfen früher als die weiblichen, der Schwerpunkt der Flugzeit liegt im Hochsommer von Juli bis August.

## Verbreitung
Der Bestand des Ockerbindigen Samtfalters ist insgesamt rückläufig, da viele der für den Falter lebensnotwendigen nährstoff- und vegetationsarmen Flächen aufgrund des Stickstoffeintrags aus der Luft, der über den Regen in den Boden gelangt, zuwachsen. Ursache für diese „Düngung aus der Luft“ sind hauptsächlich Autoabgase und Intensiv-Landwirtschaft. Um den Fortbestand des Schmetterlings dauerhaft zu sichern, sind neben lokalen Maßnahmen wie dem Offenhalten von Heideflächen und der militärischen Nutzung auf Truppenübungsplätzen auch globale Aktivitäten zur Reduzierung der Abgasmengen und der Düngung in der Landwirtschaft erforderlich.
Der Ockerbindige Samtfalter ist fast in ganz Europa verbreitet. Sein Areal erstreckt sich von Portugal bis ins südliche Fennoskandien (einschließlich Fünen, Sjælland, Lolland, Falster, Bornholm, Öland, Gotland und Åland). Ferner ist er im Süden Serbiens und Rumäniens sowie in Bulgarien verbreitet. In Großbritannien, Skandinavien und dem Baltikum kommt er meist in den Küstengebieten vor. Er ist nicht vertreten in Albanien, Mazedonien und den meisten Teilen Süd-Bulgariens und den Mittelmeerinseln außer Nord- und Ost-Sizilien. Die Art kann auch im Norden Griechenlands beobachtet werden. Die Verbreitung in Ost- und Südosteuropa ist wegen der möglichen Verwechslung mit anderen Arten nur unzureichend bekannt.